# Dungannon (Virginia)
Dungannon es una localidad del Condado de Scott, Virginia, Estados Unidos. Según el censo de 2000 tenía una población de 317 habitantes y una densidad de población de 340.0 hab/km².

## Demografía
Según el censo de 2000, había 317 personas, 132 hogares y 90 familias residiendo en la localidad. La densidad de población era de 340,0 hab./km². Había 149 viviendas con una densidad media de 159,8 viviendas/km². El 100,00% de los habitantes eran blancos.
Según el censo, de los 132 hogares en el 33,3% había menores de 18 años, el 56,8% pertenecía a parejas casadas, el 10,6% tenía a una mujer como cabeza de familia y el 31,1% no eran familias. El 28,0% de los hogares estaba compuesto por un único individuo y el 17,4% pertenecía a alguien mayor de 65 años viviendo solo. El tamaño promedio de los hogares era de 2,40 personas y el de las familias de 2,96.
La población estaba distribuida en un 24,0% de habitantes menores de 18 años, un 9,8% entre 18 y 24 años, un 27,1% de 25 a 44, un 25,2% de 45 a 64 y un 13,9% de 65 años o mayores. La media de edad era 39 años. Por cada 100 mujeres había 89,8 hombres. Por cada 100 mujeres de 18 años o más, había 89,8 hombres.
Los ingresos medios por hogar en la localidad eran de 21.406 dólares ($) y los ingresos medios por familia eran 27.292 $. Los hombres tenían unos ingresos medios de 26.042 $ frente a los 16.389 $ para las mujeres. La renta per cápita para la ciudad era de 12.200 $. El 25,1% de la población y el 21,3% de las familias estaban por debajo del umbral de pobreza. El 37,3% de los menores de 18 años y el 7,3% de los habitantes de 65 años o más vivían por debajo del umbral de pobreza.

## Geografía
Según la Oficina del Censo de los Estados Unidos, la localidad tiene un área total de 0,9 km², todos ellos correspondientes a tierra firme.